# Kees Bekker
Cornelus (Kees) Bekker (Nijmegen, 26 januari 1883 - Amsterdam, 28 december 1964) was een Nederlands voetballer die als verdediger speelde.

## Clubvoetbal
Hij speelde 150 wedstrijden voor HBS waarin hij 82 doelpunten maakte en waarmee hij in 1904 en 1906 landskampioen werd en in 1905 en 1907 het toernooi om de Zilveren Bal won. Bekker begon aanvankelijk als aanvaller maar doordat hij bijziend was liet hij zich een linie naar achteren zakken. Vanaf 1911 speelde hij voor het Groninger Be Quick. Vanwege een studie geneeskunde was hij in Groningen terechtgekomen, vastbesloten om niet meer te voetballen. In het gedenkboek van Be Quick uit 1927 schrijft hij hier over:

"Frits Visser, een studiegenoot, vurig Be Quick-enthousiast, haalde mij over één Woensdagmiddag mee naar het terrein te gaan en daar aangekomen kon ik natuurlijk den lust niet bedwingen een balletje mee te trappen, en beloofde zelfs in Assen een match mee te spelen. Men zag dadelijk dat er best voetbalmateriaal onder de spelers was maar van "voetballen" konden ze absoluut niets. Dat bleek ook wel uit de ranglijst. Be Quick bengelde onderaan. Het was maar tegen een bal aantrappen en dan met zijn vijf of zessen, misschien nog meer, erachteraan hollen om hem weer te bemachtigen. Dáár was ik het met Visser eens, moest dadelijk verandering in gebracht worden, ze moesten leeren, er waren niet elf spelers maar één elftal. We leerden hen samenspelen, driehoekspel enz. en hadden zulk een dankbaar materiaal dat we een paar jaar later kampioen waren."
— 
Kees Bekker, "Gedenkboek Be Quick 1887-1927", Blz.169, 1927

Kees Bekker wordt dan ook wel gezien als de man die Be Quick leerde voetballen. Zelf smaakte hij eenmaal het genoegen om met de withemden kampioen van het noorden te worden. Dit kampioenschap uit 1914/15 was het begin van een unieke reeks van 10 achtereenvolgende noordelijke kampioenschappen voor Be Quick. Bekker zelf vertrok na dit kampioenschap naar Nederlands-Indië maar Be Quick profiteerde nog jarenlang van zijn waardevolle lessen.

## Vertegenwoordigend voetbal
Tussen 1906 en 1908 kwam hij zes keer uit voor het Nederlands voetbalelftal, waarbij hij eenmaal aanvoerder was. Hij miste de Olympische Zomerspelen in 1908 door een blessure.

## Maatschappelijk
Bekker studeerde geneeskunde en was werkzaam als huisarts in Amsterdam.